# Копистин (зупинний пункт)
Копистин (у розкладах також уживається назва Вантажний двір) — зупинний пункт Жмеринської дирекції Південно-Західної залізниці, розташований на дільниці Жмеринка — Гречани між станцією Богданівці (відстань — 1 км) і зупинним пунктом Ракове (5 км). Відстань до ст. Жмеринка — 89 км, до ст. Гречани — 17 км.
Відкритий у 2000-х роках.